# Calamagrostio villosae-Fagetum
Das Calamagrostio villosae-Fagetum, deutsch als Reitgras-Fichten-Buchenwald, Wollreitgras-(Fichten-)Buchenwald oder Fichten-Rotbuchenwald bezeichnet, ist eine mitteleuropäische Waldgesellschaft der Bergwaldstufe auf bodensauren Standorten.

## Artenzusammensetzung
In der Baumschicht des Waldtyps dominiert die Rotbuche. Sie ist immer von der Fichte begleitet, gelegentlich kommt auch die Weißtanne beigemischt vor. Einzeln beigemischt sind gelegentlich auch Eberesche und Bergahorn. Die Bäume sind oft niedrig und an Steilhängen säbelwüchsig. In geschlossenen Beständen in windgeschützter Lage kann die Baumschicht aber besser wüchsig sein und hier 25 bis 30 Meter Höhe erreichen.
In der Strauchschicht kommt fast nur Jungwuchs der Baumarten vor, gelegentlich begleitet von Rotem Holunder. Die artenarme Krautschicht wird aus säurezeigenden Arten aufgebaut. Namengebend, stetig und oft die Bestände in der Deckung dominierend ist Wolliges Reitgras (Calamagrostis villosa), eine Art, die ansonsten in Fichtenwäldern ihren Verbreitungsschwerpunkt hat. Mit dem Alpen-Brandlattich (Homogyne alpina) ist ein weiterer Nadelbaumbegleiter verbreitet. Weitere typische Arten sind Oxalis acetosella, Luzula sylvatica, Dryopteris dilatata und Athyrium filix-femina. Typische Arten der Buchenwälder wie Prenanthes purpurea und Polygonatum verticillatum sind in geringer Stetigkeit gelegentlich begleitend. In aufgelichteten Beständen kommen Beerensträucher wie Vaccinium myrtillus und das Gras Deschampsia flexuosa auf. Die Moosschicht ist meist gut ausgebildet, aber artenarm und wenig charakteristisch. Es überwiegen in Wäldern weit verbreitete Säurezeiger wie Polytrichum formosum, Dicranum scoparium, Hypnum cupressiforme.

## Standort
Der Reitgras-Fichten-Buchenwald wächst in der montanen und hochmontanen Höhenstufe, etwa zwischen 700 und 1.200 Meter Meereshöhe, in den östlichen Randalpen und den östlichen (hercynischen) Mittelgebirgen mit relativ kontinentalem Klima. Untergrund sind bodensaure Silikatgesteine mit den Bodentyp Moder-Braunerde, der öfters podsoliert oder pseudovergleyt sein kann.

## Verbreitung
Das Verbreitungszentrum des Waldtyps liegt im Bayerischen und Böhmerwald bis zum Fichtel- und Erzgebirge. Daneben gibt es Vorkommen im Thüringer Wald und den anderen thüringischen Mittelgebirgen und im Harz, in den letztgenannten meist nur als schmaler Streifen im Übergang vom Laub- zum Nadelwald. Im Harz deuten große Flächen des Wolligen Reitgrases in hohen Deckungsgraden darauf hin, dass es sich um einen potenziellen Standort der Fichte bzw. des Reitgras-Fichtenwaldes handelt.
In Bayern werden nach den Daten der Bundeswaldinventur 45.155 Hektar Fläche des Typs angegeben. Davon liegen 5 Hektar in Naturwaldreservaten des Nationalparks Bayerischer Wald.

## Synsystematik
Der Waldtyp bildet einen natürlichen Übergang zwischen den bodensauren Rotbuchenwäldern (Assoziation Luzulo-Fagetum) der Tieflagen und dem Fichtenwald der Hochlagen, mit dem er das Wollige Reitgras in der Krautschicht gemeinsam hat. Als artenarmer Übergangsbestand besitzt er keine eigenen Charakterarten, deshalb wird seine Eigenständigkeit von einigen Vegetationskundlern bestritten. Er wird meist in den Verband Luzulo-Fagion, also zu den Buchenwäldern saurer Standorte, gestellt. Paul Seibert (in Oberdorfer) stellt ihn abweichend dazu in den Verband Piceion abietis, also zu den Fichtenwäldern der europäischen Mittelgebirge, Alpen und Karpaten.
Er ist im pflanzensoziologischen System als Assoziation durch den tschechischen Vegetationskundler Rudolf Mikyška beschrieben worden.

## Naturschutz
Das Calamagrostio villosae-Fagetum ist lokal gefährdet. In der Roten Liste der Pflanzengesellschaften Deutschlands ist es in der Gefährdungsstufe 3: gefährdet, aufgeführt. Lokal ist es vor allem durch Immissionen von weiträumig herantransportierten Luftschadstoffen bedroht, die im Erzgebirge, aber auch in anderen Mittelgebirgen große Bestände degradiert oder zum Absterben gebracht haben. Daneben hat es viele Standorte durch die Umwandlung in Fichtenforste verloren. Die Gesellschaft ist als Bestandteil des Lebensraumtyps 9110 „Hainsimsen-Buchenwald“ (dem es in der Kartieranleitung zugeordnet wird) im Rahmen der FFH-Richtlinie der Europäischen Union schutzwürdig; damit sollen spezielle Schutzgebiete zu seiner Erhaltung im Rahmen von Natura 2000 angelegt werden.